# Maurice Lenormand
Maurice Lenormand (Mâcon, Saona i Loira, 15 de gener de 1913 – Southport, Goald Coast, Queensland, Austràlia, 8 de setembre de 2006) fou un polític de Nova Caledònia.

## Biografia
Era fill d'un professor de música, es diplomà en enginyeria a Algèria el 1933 i el 1934, després de fer el servei militar, es va establir a Nova Caledònia, on treballà com a analista químic a les mines de níquel. Alhora, s'apassionà per la cultura canac, i fins i tot es casà amb Simone Wapata Soot, filla del cap de Boula (districte de Lösi, Lifou).
El 1938 va tornar a França per a treballar en una emissora de ràdio, alhora que col·laborava amb Maurice Leenhardt i la Societat dels Oceanistes. Quan esclatà la Segona Guerra Mundial fou adscrit al batalló del Pacífic a Nouméa, i d'ací al 6è Regiment d'Infanteria Colonial, amb el qual va participar en la batalla del Sarre i l'alliberament de París. També es va graduar a l'Institut Nacional de Llengües i Civilitzacions Orientals (INALCO). El 1945 es doctorà en farmàcia a París i el 1946 es va establir novament a Nouméa, on va obrir una farmàcia.
En tornar participà en tot el rellevant a la cultura canac i polinèsia, ja que fou secretari de la Societat d'Estudis Melanesis, de la Polynesian Society i de la Societat d'Estudis Polinesis. Fou elegit diputat a l'Assemblea Nacional Francesa a les eleccions legislatives franceses de 1951 com a defensor dels interessos dels nadius, com a Independent d'Ultramar. I el 1953, amb Rock Pidjot, patrocinà la fundació d'Unió Caledoniana, de la que en fou nomenat secretari general. A les eleccions territorials de Nova Caledònia de 1957 fou elegit diputat a l'Assemblea Territorial i nomenat vicepresident de l'assemblea. Fou reescollit diputat a les eleccions legislatives franceses de 1962, però el 1964 va perdre la seva condició de diputat per haver participat en uns disturbis a Nouméa.
El seu lideratge dins UC fou qüestionat durant els anys setanta per mantenir silenci sobre la qüestió de la independència de Nova Caledònia, defensada pels joves militants com Jean-Marie Tjibaou. Va tornar a l'escena política quan fou elegit diputat a les eleccions territorials de Nova Caledònia de 1972, en les que UC va guanyar per majoria relativa, i fou desplaçada del poder per la unió de partits dissidents. Després del Congrés de Bourail de 1977 adoptà explícitament l'independentisme. Així fou elegit diputat pel Front Independentista a les eleccions territorials de Nova Caledònia de 1979. Desplaçat de la direcció d'UC i amb poca influència política en el Front, el 1984 es retirà de la política. Tot i que es va mantenir al marge dels esdeveniments dels anys 1980, la seva farmàcia fou saquejada i incendiada l'11 de gener de 1985 en avalots anti-independentistes.
També és autor d'un diccionari francès-drehu de 13.000 paraules (1999).